# Yavu, Demre
Yavu là một xã thuộc huyện Demre, tỉnh Antalya, Thổ Nhĩ Kỳ. Dân số thời điểm năm 2011 là 347 người.